# V789 Monocerotis
V789 Monocerotis (V789 Mon / BD-00 1712 / TYC 4817-468-1) es un sistema estelar situado en la constelación de Monoceros cerca del límite con Canis Minor, aproximadamente a medio grado del ecuador celeste.
Tiene magnitud aparente media +9,34 y se encuentra a 123 años luz del sistema solar.
V789 Monocerotis es una estrella binaria espectroscópica con una fuerte emisión Hα.
Las dos componentes son enanas naranjas cuya relación de masas, q = 1,0542, indica que son estrellas muy similares.
La primaria tiene tipo espectral K5V —semejante a Gliese 453— y la secundaria K6-7V.
Sus respectivas masas mínimas son de 0,56 y 0,52 masas solares, mientras que sus luminosidades equivalen al 20% y al 16% de la que tiene el Sol.
El período orbital de esta binaria es de 1,4021 días y la órbita es prácticamente circular (e = 0,0129).
La estrella primaria rota a una velocidad de 28,8 km/s, mientras que su compañera lo hace a 25,09 km/s.
El período fotométrico, ≈ 1,412 días, indica que el sistema posee rotación síncrona.
V789 Monocerotis muestra un gran nivel de actividad cromosférica, estando clasificada como una variable BY Draconis.
Aunque se ha propuesto que el sistema puede ser una binaria eclipsante, observaciones fotométricas no han encontrado evidencia de posibles eclipses.